# Elemér Somfay
Elemér Somfay, född 28 augusti 1898 i Budapest, Österrike-Ungern, död 15 maj 1979 i Budapest, Ungern, var en ungersk friidrottare.
Somfay blev olympisk silvermedaljör i femkamp vid sommarspelen 1924 i Paris.